# Jasper Philipsen
Jasper Philipsen (* 2. března 1998) je belgický profesionální silniční cyklista jezdící za UCI WorldTeam Alpecin–Deceuninck.

## Kariéra
V říjnu 2018 bylo oznámeno, že Philipsen podepsal dvouletý kontrakt s UCI WorldTeamem UAE Team Emirates od roku 2019. V červenci 2019 byl jmenován na startovní listině Tour de France 2019. V říjnu 2020 byl Philipsen jmenován na startovní listině Vuelty a España 2020, kde vyhrál patnáctou etapu závodu. Před sezónou 2021 přestoupil Philipsen do UCI ProTeamu Alpecin–Fenix, s nímž podepsal dvouletou smlouvu. V roce 2021 se podruhé v kariéře zúčastnil Tour de France, kde sice nevyhrál ani jednu etapu, ale dostal se celkem šestkrát na pódium etapy. Na Vueltě a España 2021 vyhrál Philipsen etapy 2 a 5. Také se po několika etapách oblékl do zeleného dresu pro lídra bodovací soutěže, o nějž soutěžil s Fabiem Jakobsenem, ale před jedenáctou etapou se rozhodl ze závodu odstoupit kvůli nemoci.

## Hlavní výsledky
2015
Národní šampionát
 vítěz časovky juniorů
2. místo Omloop der Vlaamse Gewesten
3. místo Guido Reybrouck Classic
Philippe Gilbert Juniors
4. místo celkově
4. místo Paříž–Roubaix Juniors
Trophée Centre Morbihan
5. místo celkově
Mistrovství světa
6. místo časovka juniorů
Mistrovství Evropy
8. místo silniční závod juniorů
8. místo E3 Harelbeke Juniors
10. místo Vlámsko-Brabantský šíp
2016
Národní šampionát
 vítěz časovky juniorů
Ster van Zuid-Limburg
 celkový vítěz
 vítěz bodovací soutěže
vítěz 1. etapy (ITT)
vítěz E3 Harelbeke Junioren
vítěz Guido Reybrouck Classic
2. místo Nokere Koerse Juniors
3. místo Kuurne–Brusel–Kuurne Juniors
5. místo Paříž–Roubaix Juniors
Grand Prix Rüebliland
10. místo celkově
2017
Le Triptique des Monts et Châteaux
 celkový vítěz
 vítěz bodovací soutěže
 vítěz soutěže mladých jezdců
vítěz 2. etapy
vítěz Paříž–Tours Espoirs
Giro Ciclistico d'Italia
 vítěz bodovací soutěže
vítěz 4. etapy
Tour Alsace
vítěz 2. etapy
Olympia's Tour
vítěz 5. etapy
2. místo Ronde van Vlaanderen Beloften
2. místo ZLM Tour
4. místo Berner Rundfahrt
2018
Le Triptique des Monts et Châteaux
 celkový vítěz
 vítěz bodovací soutěže
vítěz etap 1 a 2
vítěz Gylne Gutuer
Tour of Utah
vítěz 4. etapy
Giro Ciclistico d'Italia
vítěz 3. etapy
3. místo Driedaagse Brugge–De Panne
4. místo Tour de l'Eurométropole
4. místo Paříž–Roubaix Espoirs
5. místo Dorpenomloop Rucphen
6. místo Grote Prijs Jef Scherens
7. místo Grand Prix d'Isbergues
8. místo Primus Classic
9. místo Lillehammer GP
2019
Tour Down Under
vítěz 5. etapy
2. místo Grand Prix de Fourmies
2. místo Heistse Pijl
3. místo Nokere Koerse
3. místo Elfstedenronde
3. místo Brussels Cycling Classic
5. místo Dwars door het Hageland
Kolem Belgie
6. místo celkově
9. místo Scheldeprijs
2020
Tour Down Under
 vítěz sprinterské soutěže
Vuelta a España
vítěz 15. etapy
BinckBank Tour
vítěz 1. etapy
Tour du Limousin
vítěz 3. etapy
5. místo Scheldeprijs
5. místo Brussels Cycling Classic
9. místo Druivenkoers Overijse
2021
vítěz Eschborn–Frankfurt
vítěz Grand Prix de Denain
vítěz Scheldeprijs
vítěz Kampioenschap van Vlaanderen
vítěz Paříž–Chauny
Kolem Turecka
 vítěz bodovací soutěže
vítěz etap 6 a 7
Vuelta a España
vítěz etap 2 a 5
lídr  po etapách 2 – 3 a 5 – 7
2. místo Classic Brugge–De Panne
2022
vítěz Omloop van het Houtland
vítěz Paříž–Bourges
UAE Tour
 vítěz bodovací soutěže
vítěz etap 1 a 5
Kolem Turecka
 vítěz bodovací soutěže
vítěz 3. etapy
Tour de France
vítěz etap 15 a 21
Danmark Rundt
vítěz 4. etapy
2. místo Gooikse Pijl
2. místo Münsterland Giro
Národní šampionát
3. místo silniční závod
4. místo Druivenkoers Overijse
6. místo BEMER Cyclassics
6. místo Rund um Köln
6. místo Grand Prix de Wallonie
Kolem Belgie
8. místo celkově
vítěz 2. etapy
8. místo Scheldeprijs
2023
vítěz Classic Brugge–De Panne
vítěz Scheldeprijs
vítěz Elfstedenronde
vítěz Kampioenschap van Vlaanderen
vítěz Gooikse Pijl
vítěz Paříž–Chauny
vítěz Visit Friesland Elfsteden Race
Tour de France
 vítěz bodovací soutěže
vítěz etap 3, 4, 7 a 11
Kolem Turecka
 vítěz bodovací soutěže
vítěz etap 1, 2, 4 a 8
Tirreno–Adriatico
vítěz etap 3 a 7
Renewi Tour
vítěz 1. etapy
Kolem Belgie
vítěz 1. etapy
2. místo Paříž–Roubaix
4. místo Dwars door Vlaanderen
2024
Národní šampionát
2. místo silniční závod
vítěz Milán – San Remo
vítěz Classic Brugge–De Panne
Tirreno–Adriatico
vítěz 2. etapy
2. místo Paříž–Roubaix
2. místo Scheldeprijs
3. místo Nokere Koerse
Kolem Belgie
4. místo celkově
 vítěz bodovací soutěže
vítěz 3. etapy
4. místo Gent–Wevelgem
Tour de France
vítěz etap 10, 13 a 16
2025
vítěz Kuurne–Brusel–Kuurne
2. místo Scheldeprijs
3. místo Omloop Het Nieuwsblad
Kolem Belgie
8. místo celkově
vítěz 2. etapy
Tour de France
vítěz 1. etapy
lídr  po 1. etapě
lídr  po etapách 1 –

### Výsledky na Grand Tours
| Grand Tour      | 2019 | 2020 | 2021 | 2022 | 2023 | 2024 | 2025 |
| --------------- | ---- | ---- | ---- | ---- | ---- | ---- | ---- |
| Giro d'Italia   | —    | —    | —    | —    | —    | —    | —    |
| Tour de France  | DNF  | —    | 109  | 92   | 97   | 128  |      |
| Vuelta a España | —    | 85   | DNF  | —    | —    | —    |      |

### Výsledky na klasikách
| Milán – San Remo        | —                                | 150                              | —                                | —                                | 66                               | 15                               | 1                                | 163                              |                                  |                                  |                                  |                                  |
| Kolem Flander           | —                                | DNF                              | —                                | —                                | DNF                              | —                                | —                                | —                                |                                  |                                  |                                  |                                  |
| Paříž–Roubaix           | —                                | DNF                              | NS                               | 41                               | —                                | 2                                | 2                                | 11                               |                                  |                                  |                                  |                                  |
| Lutych–Bastogne–Lutych  | Nezúčastnil se během své kariéry | Nezúčastnil se během své kariéry | Nezúčastnil se během své kariéry | Nezúčastnil se během své kariéry | Nezúčastnil se během své kariéry | Nezúčastnil se během své kariéry | Nezúčastnil se během své kariéry | Nezúčastnil se během své kariéry | Nezúčastnil se během své kariéry | Nezúčastnil se během své kariéry | Nezúčastnil se během své kariéry | Nezúčastnil se během své kariéry |
| Giro di Lombardia       | Nezúčastnil se během své kariéry | Nezúčastnil se během své kariéry | Nezúčastnil se během své kariéry | Nezúčastnil se během své kariéry | Nezúčastnil se během své kariéry | Nezúčastnil se během své kariéry | Nezúčastnil se během své kariéry | Nezúčastnil se během své kariéry | Nezúčastnil se během své kariéry | Nezúčastnil se během své kariéry | Nezúčastnil se během své kariéry | Nezúčastnil se během své kariéry |
| Klasika                 | 2018                             | 2019                             | 2020                             | 2021                             | 2022                             | 2023                             | 2024                             | 2025                             |                                  |                                  |                                  |                                  |
| Omloop Het Nieuwsblad   | —                                | 37                               | —                                | 124                              | —                                | 33                               | 66                               | 3                                |                                  |                                  |                                  |                                  |
| Kuurne–Brusel–Kuurne    | —                                | 24                               | 122                              | —                                | —                                | DNF                              | 92                               | 1                                |                                  |                                  |                                  |                                  |
| Classic Brugge–De Panne | 3                                | —                                | —                                | 2                                | —                                | 1                                | 1                                | 47                               |                                  |                                  |                                  |                                  |
| Gent–Wevelgem           | —                                | —                                | 47                               | 38                               | 21                               | DNF                              | 4                                | 44                               |                                  |                                  |                                  |                                  |
| Dwars door Vlaanderen   | —                                | 142                              | NS                               | 57                               | 29                               | 4                                | 15                               | DNF                              |                                  |                                  |                                  |                                  |
| Scheldeprijs            | —                                | 9                                | 5                                | 1                                | 8                                | 1                                | 2                                | 2                                |                                  |                                  |                                  |                                  |
| Eschborn–Frankfurt      | —                                | —                                | NS                               | 1                                | 11                               | DNF                              | —                                | —                                |                                  |                                  |                                  |                                  |
| Hamburg Cyclassics      | —                                | 34                               | NS                               | —                                | 6                                | —                                | 7                                |                                  |                                  |                                  |                                  |                                  |
| Paříž–Tours             | —                                | —                                | —                                | 12                               | DNF                              | —                                | 3                                |                                  |                                  |                                  |                                  |                                  |

| —   | Nezúčastnil se |
| DNF | Nedokončil     |
| NS  | Nejelo se      |